# 1956

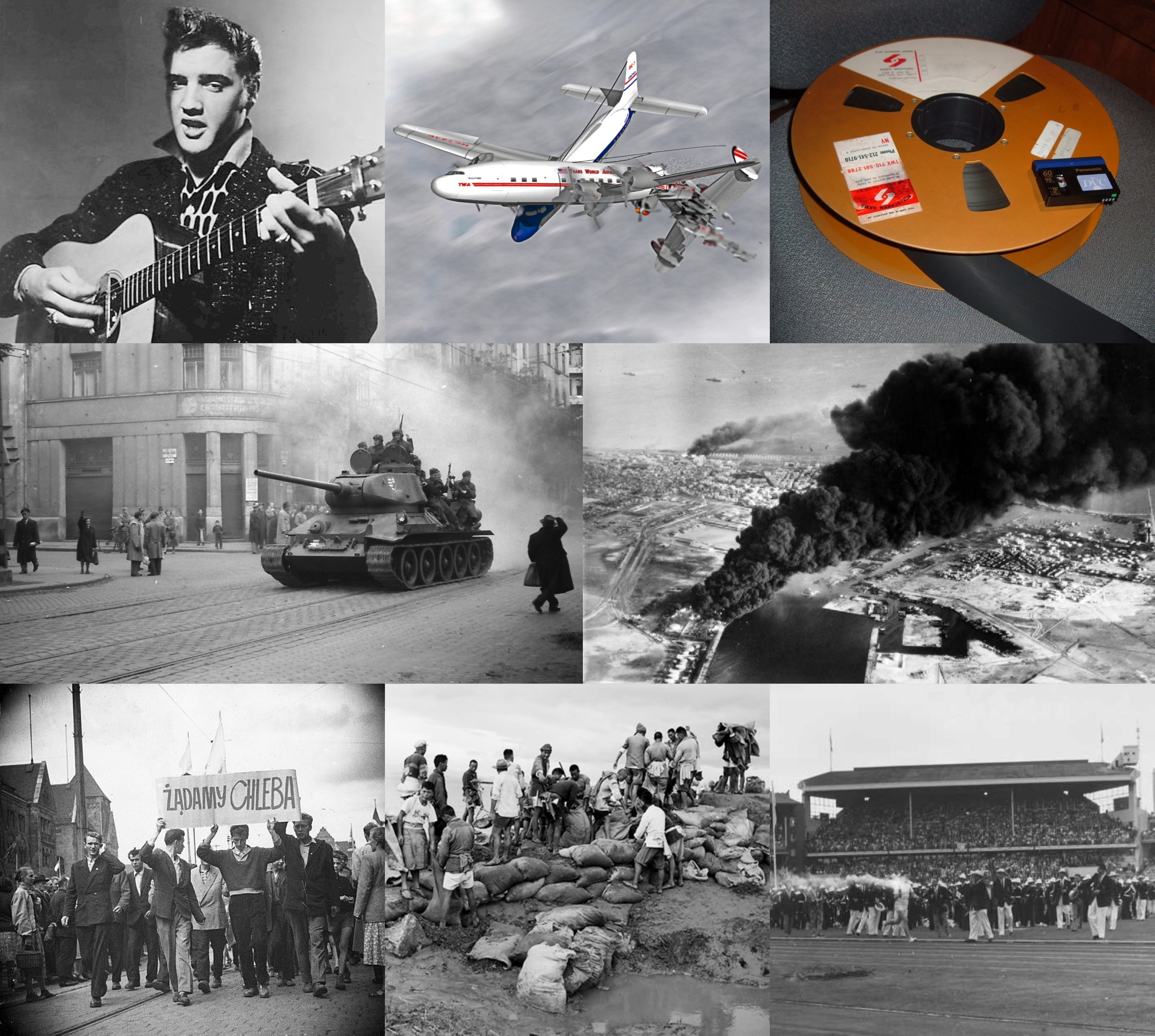

1956 (MCMLVI) là một năm nhuận bắt đầu vào Chủ nhật của lịch Gregory, năm thứ 1956 của Công nguyên hay của Anno Domini, the năm thứ 956  của thiên niên kỷ 2, năm thứ 56  của thế kỷ 20, và năm thứ  7   của thập niên 1950. 

## Sự kiện

### Tháng 1
- 1 tháng 1: Thành lập nước cộng hòa dân chủ Sudan.

### Tháng 2
- 14 tháng 2: Đảng cộng sản Liên Xô họp đại biểu toàn quốc

### Tháng 3
- 20 tháng 3: Tunisia thành lập quốc

### Tháng 7
- 26 tháng 7: Ai Cập đòi lại chủ quyền kênh đào Suez

### Tháng 8
- 1 tháng 8: Trung Quốc và Syria thiết lập quan hệ ngoại giao

### Tháng 9
- 1 tháng 9: 
  - Đài Phát thanh - Truyền hình Hải Phòng chính thức được thành lập
  - Đài Phát thanh - Truyền hình Nam Định chính thức được thành lập
- 2 tháng 9: 
  - Đài Phát thanh - Truyền hình Thái Nguyên chính thức được thành lập
  - Đài Phát thanh - Truyền hình Thái Bình chính thức được thành lập
  - Đài Phát thanh - Truyền hình Quảng Ninh chính thức được thành lập
- 7 tháng 9: Đài Phát thanh - Truyền hình Nghệ An chính thức được thành lập
- 19 tháng 9: Đài Phát thanh - Truyền hình Phú Thọ chính thức được thành lập
- 26 tháng 9: Đài Phát thanh - Truyền hình Thanh Hóa chính thức được thành lập

### Tháng 10
- 23 tháng 10: xảy ra sự kiện tháng 10 tại Hungary.
- 26 tháng 10: Việt Nam cộng hòa ban hành hiến pháp

### Tháng 11
- 4 tháng 11: Liên Xô xâm nhập lãnh thổ Hungary.
- 6 tháng 11: Đài Phát thanh - Truyền hình Thái Nguyên chính thức được tái lập

### Tháng 12
- 18 tháng 12: Nhật Bản gia nhập Liên Hợp Quốc.

## Sinh
- 3 tháng 1 - Mel Gibson, diễn viên người Mỹ
- 5 tháng 1 - Frank-Walter Steinmeier, Tổng thống Đức
- 12 tháng 1 - Nikolai Ivanovich Noskov, ca sĩ nhạc pop người Nga
- 29 tháng 1 - Vương Mỹ Hoa, nữ nghệ sĩ Đài Loan, vợ cũ của Tăng Chí Vĩ
- 29 tháng 2: Aileen Wuornos, nữ sát nhân, kẻ giết người hàng loạt Mỹ
- 9 tháng 3 - Trần Bảo Quốc, diễn viên người Trung Quốc
- 13 tháng 3: Dana Delany, nữ diễn viên người Mỹ
- 9 tháng 5 - Hương Lan, nữ ca sĩ người Việt Nam
- 5 tháng 6 - Kenny G, nghệ sĩ Saxophone Mỹ.
- 9 tháng 7 - Tom Hanks, diễn viên người Mỹ
- 12 tháng 7 - Bảo Liêm, nghệ sĩ hài người Mỹ gốc Việt hoạt động ở hải ngoại
- 12 tháng 9 - Trương Quốc Vinh, ca sĩ và diễn viên Hồng Kông (m. 1 tháng 4 năm 2003)
- 1 tháng 10 - Aija Kukule, ca sĩ người Latvia
- 12 tháng 10 - 
  - Trần Đại Quang, Cố chủ tịch nước Cộng hòa xã hội chủ nghĩa Việt Nam. (m. 2018)
  - Tăng Khánh Du, ca sĩ, người dẫn chương trình và diễn viên Hồng Kông
- 4 tháng 11 - Tài Linh, nữ nghệ sĩ cải lương Việt Nam
- 22 tháng 12 - Lữ Lương Vĩ, diễn viên Hồng Kông
- 28 tháng 12 - Ngọc Lan, nữ ca sĩ hải ngoại người Việt Nam (m. 2001)

## Mất
Nam Cao

## Giải Nobel
- Vật lý - William Bradford Shockley, John Bardeen, Walter Houser Brattain
- Hóa học - Sir Cyril Norman Hinshelwood, Nikolay Nikolaevich Semenov
- Y học - André Frédéric Cournand, Werner Forssmann, Dickinson W. Richards
- Văn học - Juan Ramón Jiménez
- Hòa bình - Not Awarded